# ポセイドンエンタテインメント
ポセイドンエンタテインメント株式会社（Poseidon Entertainment co.,ltd）は、2007年に設立された日本の芸能プロダクション。
音楽顧問は加藤充。2012年以降は女優育成に力を入れている。

## 概要
- 設立当初はグラビアに力を入れていて制コレに歴代最年少入賞の準グランプリ鮎川穂乃果（当時小6）やグラビアジャパン準グランプリ蒼井凛（当時中1）がいた。
- 2010年にティアーズ音楽事務所、エクセレックスと共に音楽プロジェクトTPX METAL BASE（3社の頭文字をとって）を始める。

## 所属者

### アイドルユニット活動
- DokiDoki☆ドリームキャンパスから派生ユニットToki☆Dokiが生まれる。
- いちご姫のバックダンサーズ、ちびいちごダンサーズから独立ユニットおにごっ娘が生まれる。
- M2から発展して危ない女の子シスターズが活動中。
- SJCが解散後、オール中学生ユニットとしてRynRyn☆ミどろっぷが結成された。
- 携帯サイトのコンテストから生まれた男性アイドルグループゼロキューゼロ090は女の娯楽株式会社に移籍

### タレント
- 朝倉みかん
- 三花愛良 （引退）
- 高岡未來
- 桃瀬なつみ
- 葉月めぐ
- ひなた
- 大谷彩夏 （引退）
- 大橋優花
- 桜木ひな
- 香坂まや
- 森谷まりん
- 菜月アイル
- 末永みゆ
- 西森なみ

### モデル
- 朝倉みかん
- 佐倉レイナ
- 三花愛良 （引退）

### アーティスト
- MARIA-E（移籍）
- DokiDoki☆ドリームキャンパス（解散）
  - 森谷まりん
  - 末永みゆ
  - 加藤育実
  - 双葉璃子
  - 大空舞
  - 秋月ゆめ
  - 結木美月
- RynRyn☆ﾐどろっぷ（解散）
  - 藤野志穂
  - 桜木ひな
  - 安藤穂乃果
- AOS
  - 高岡未來
  - 香坂まや
- TIME
  - 佐々木みゆう
  - 水沢えり子 （引退）
  - 小川まい子
  - 水野舞
  - 清水ちか

### アイドル
- いちごダンサーズ
- DokiDoki☆ドリームキャンパス
  - 森谷まりん
  - 菜月アイル
  - 末永みゆ

## 提携・関連プロダクション
- アテナ音楽出版 - 音楽部門から独立。
- DDDプロモーション - DokiDoki☆ドリームキャンパス等のマネジメント。
- TPX METAL BASE - 音楽部門での提携プロジェクト。